# 黃志清
黄志清（16世紀—17世紀），字以度，號鷺峰，福建泉州府晉江縣人，明朝政治人物。

## 生平
九月二十二日生，治易经。萬曆十九年（1591年）辛卯科福建鄉試解元，二十三年（1595年）乙未科會試第六十一名，廷試二甲第四十名進士。兵部觀政，改翰林院庶吉士，二十五年八月授翰林院编修，二十六年养病，卒。

## 家族
曾祖黄士坚。祖父黄潁。父黄錫，嘉靖四十三年舉人，官鄧州知州，升淮府長史。母高氏，庶母徐氏。严侍下。從兄黄国宠（庆远府同知）、黄崇庆（雲南提举）、黄以敬（庠生）、黄宪清（廉州府同知）、黄章焕（庠生）、黄志淑。弟黄志源（國子生）。娶丘氏，子廷檑、廷楏、廷掚。